# Animation de propagande
L'animation de propagande a commencé dans les années 1930 puis durant la Seconde Guerre mondiale et continua à être très active durant la guerre froide.
C'était un moyen simple de faire des messages politiques liés à la guerre.

## Émancipation du dessin animé par les différentes productions à travers le monde
Dans les années 1940, le dessin animé va s’étendre dans tous les États, donnant lieu à une guerre psychologique. Les fameux personnages de Disney ont fait le tour du monde et sont devenus une forme d’art qui forge l'industrialisation des films animés, depuis le long métrage de Blanche Neige, apparu en 1937. Appréciée mondialement, cette entreprise va entamer la production et diffusion de films de propagande de guerre. Puis, vingt pays se lancent dans la production de films d’animation.

## Apparition de l’animation de propagande lors de la Seconde Guerre mondiale

### États-Unis
Les États-Unis détenaient presque tout le monopole de production de dessins animés. Jusqu’en 1941, en gardant une politique isolationniste, les États-Unis se sont orientés vers des productions cinématographiques divertissantes, excluant presqu’entièrement le sujet de la Seconde Guerre mondiale. L’animation de propagande américaine prend son envol à la suite de l’attaque de la base Pearl Harbor.
Aux États-Unis d'Amérique Popeye le marin ou Superman, le super-héros seront utilisés durant la seconde guerre mondiale, pour la propagande militaire. Ces deux héros se battent contre les ennemis d'alors : Allemagne nazie, Italie fasciste ou bien le Japon impérialiste. Ces films seront interdits dans les pays conquis par les Nazis.
Blitz Wolf de Tex Avery, parodie des Trois Petits Cochons réalisée dès son arrivée à la Metro Goldwin Mayer en 1943, reste le parangon du genre.
- Poster d'époque de Blitz Wolf (en)

De 1942 à 1945, Hollywood a produit plus de 500 films animés et 93% des clips diffusés en Europe provenaient des États-Unis.

### Royaume-Uni
Lors de la bataille d’Angleterre de 1940 à 1941, le Ministère de l’Information (MOI) anglais propose la réalisation de courts métrages qui visaient la diffusion d’informations implicitement liées au conflit mondial. Par exemple, ces films affichaient diverses techniques pour cultiver un potager ou de protéger ses citoyens contre les espions. Cependant, une panoplie de studios, notamment le « Halas & Batchelor », soutenait explicitement l’effort de guerre.

### France
La division de la France en 1940 invite l’animation de propagande française à adopter deux tendances. La zone occupée française orientait ses productions cinématographiques vers la promotion de l’antisémitisme et de l’idéologie nazie. La France libre, quant à elle, n’avait pas de films de propagande de guerre explicite jusqu’en 1944, où le comité d’organisation de l’industrie cinématographique (COIC) sera organisé afin d’encadrer les productions cinématographiques sous le régime de Vichy. C’est grâce à cette organisation que des animations de propagandes comme Nimbus libéré (1944) ont été produites dans la zone de Vichy.

## Pendant la guerre froide
Pendant la guerre froide, la CIA a financé, dans le cadre de l'opération Mockingbird, une version animée de propagande de La Ferme des animaux sortie en 1954, inspiré du livre éponyme d'George Orwell, mais en changeant la fin. Le livre décrit des cochons (représentant les ouvriers communistes) qui se révoltent contre leurs oppresseurs, les humains (représentant le capitalisme), puis finissent par diriger ensemble les autres animaux, profitant tous deux de leur labeur. Dans cette version animée réalisée par les britanniques John Halas et Joy Batchelor, les cochons contrôle le pouvoir seul, les États-Unis désirant effacer la mauvaise représentation du capitalisme de l'œuvre,. Les auteurs semblaient ignorer qui en était le commanditaire au moment de la réalisation.

## Principales caractéristiques de l’animation de propagande
Une propagande efficace se basait sur la construction d’un scénario qui cachait l’omniprésence propagandiste derrière une ambiance comique. Le public ignorait donc les multiples répétitions qui favorisaient l’assimilation. De ce fait, l’animation de propagande avait de multiples exigences techniques. D’une part, la musique, parfait outil illusoire, propose aux spectateurs une interprétation spécifique des évènements du film, suscitant donc une interprétation particulière de la réalité. D’autre part, les entreprises telle que Technicolor (États-Unis) et Agfacolor (Allemagne) se centraient sur l’aspect visuel de ces films, c’est-à-dire l’aspect esthétique, avec l’utilisation des couleurs, ce qui était important pour susciter de plus grandes émotions et atteindre le public.

### Conditions sociétales pour une propagande réussie
Le succès de l’animation de propagande dépend de quelques conditions diverses. Tout d’abord, l’émergence des sociétés individualistes et de masse forge le succès de persuasion. La société individualiste sculpte l’égocentrisme de l’individu. Ainsi, la propagande agit afin que chacun puisse se sentir interpelé. Ensuite, la société de masse, générée par les différents médias de masse, homogénéise les valeurs d’un groupe et encadre l’opinion publique. Cette homogénéisation s’agrandit selon la densité démographique. Étant accessible à tous par sa simplicité et sa légèreté, l’animation de propagande touche la majorité d’une population, mais vise principalement la classe moyenne.

### Motivations de l’animation de propagande
L’objectif principal de l’animation de propagande est de soutenir le moral de la population et renforcer le courage des troupes durant les conflits afin de les exalter ou obtenir les sacrifices de leur vie. Ainsi, l’animation de propagande produisait des films à la fois divertissants et informateurs. Ensuite, ce type de communication persuasive peut également avoir pour objectif de chercher à modifier l’opinion publique ou obtenir une action déterminée d’un groupe soumis à son influence. De ce fait, les films animés suscitaient de grandes émotions grâce à l’utilisation de couleurs intenses et de musique qui guident le téléspectateur à adopter une interprétation précise.

## Présentation des processus de déshumanisation lors de la Deuxième Guerre mondiale
Hollywood a été une industrie de préjugés. La création de dessins animés propagandistes a permis la promotion de stéréotypes principalement sur les Allemands et les Japonais. Les Allemands étaient principalement représentés comme étant agressifs, violents, futés et civilisés. À l’inverse, les Japonais étaient comparés à des êtres idiots, barbares et malfaisants. L’année 1942-1943 se caractérise par l’émergence du cinéma antijaponais par les Américains, qui exposait des films où les Nippons étaient ridiculisés et persécutés par les héros américains tels que Popeye ou Superman. La médiatisation de la haine nipponne activait le processus de déshumanisation, présentant cette communauté comme une race indigne, voire inhumaine. Une des industries les plus racistes de l’époque était les Warner Brother qui a créé « Tokio Jokio » et le « Nippon-Nifties Style Show », productions explicitement antinippones. Concernant le Royaume-Uni, une série aux saveurs antifascistes a été produite en 1943 : la trilogie des Abus.

### Polémique et répercussions psychologiques, sociales, politiques et militaires
Une propagande efficace transforme la structure psychique d’un individu, en modifiant ses opinions et en supprimant son sens critique. Par exemple, la déshumanisation outil intégrée dans les films d’animation de propagande, amène l’homme à rejeter sa culpabilité afin d’agir selon les désirs des propagandistes, dont l’extermination d’une race inférieure telle que la communauté juive à travers l’Europe. De plus, un racisme important envers les communautés ennemies s’est développé grâce aux caricatures déshumanisantes. Aux États-Unis, il était question de discriminer plusieurs groupes dont les Japonais, les Allemands ainsi que les communistes.

## Résultats

### Concernant l’Allemagne nazie
L’utilisation de la propagande cinématographique a exigé un investissement financier considérable de la part des Allemands afin de constituer une industrie nazie. Ceux-ci faisaient appel à des créateurs internationaux, dont de nombreux Français, Néerlandais et Russes contre des rémunérations confortables. La mainmise du pouvoir sur la distribution ainsi que l’exploitation des salles de cinéma vont occasionner une large accessibilité en Allemagne. Cette nouvelle forme d’animation a incité la jeunesse hitlérienne à aller au cinéma. En 1945, chaque jeune de 15 ans allait plus de 14 fois par année au cinéma et les nombres d’entrées ont explosé jusqu’à 1 milliard dès les années 1940.

### Concernant les États-Unis
Les États-Unis ont maitrisé très tôt l’art de l’animation et se sont positionnés comme les leaders du cinéma d’animation. Alexander Prokofieff de Seversky, grand pionnier américain de l’aviation militaire, a été le premier à percevoir l’aviation, comme une arme de guerre. Dans son livre et film « Victory Through Air Power», il présente l’histoire de l’aviation ainsi que son utilisation durant la Première Guerre mondiale, plus particulièrement sur les stratégies utilisées. Abordée de manière humoristique, cette production évoquait les diverses théories selon lesquelles les forces armées étaient le principal moyen de victoire contre l’ennemi. Bien que ce film soit propagandiste, il était présenté en tant que comédie. Néanmoins les fondements théoriques illustrés dans cette animation ont eu des conséquences réelles sur le déroulement de la guerre. En effet, un an après sa sortie le premier bombardement stratégique a lieu au Japon en 1944. Les États-Unis ont su prendre en compte des préceptes d’animation convenu dans ce film à l’intérêt de fins stratégiques. Organisé par la force aérienne de l’USAAF (forces aériennes de l’Armée de terre des États-Unis) « The 20th Air Force », ces bombardements orchestrés sur le territoire Japonais vont alors causer des pertes considérables.